# Valkkijärvi (sjö i Satakunta, Finland)
Valkkijärvi är en sjö i Siikais kommun i landskapet Satakunta. Valkkijärvi är 10 hektar stor och ligger 41,5 meter över havet.  I omgivningarna runt Valkkijärvi växer i huvudsak barrskog.